# ジョン・フルシアンテ
ジョン・アンソニー・フルシアンテ（英語: John Anthony Frusciante, 1970年3月5日 - ）は、アメリカのミュージシャン。レッド・ホット・チリ・ペッパーズのギタリスト、ボーカリスト。
「ローリング・ストーンの選ぶ歴史上最も偉大な100人のギタリスト」において、2003年には第18位、2011年の改訂版では第72位となっている。

## 略歴

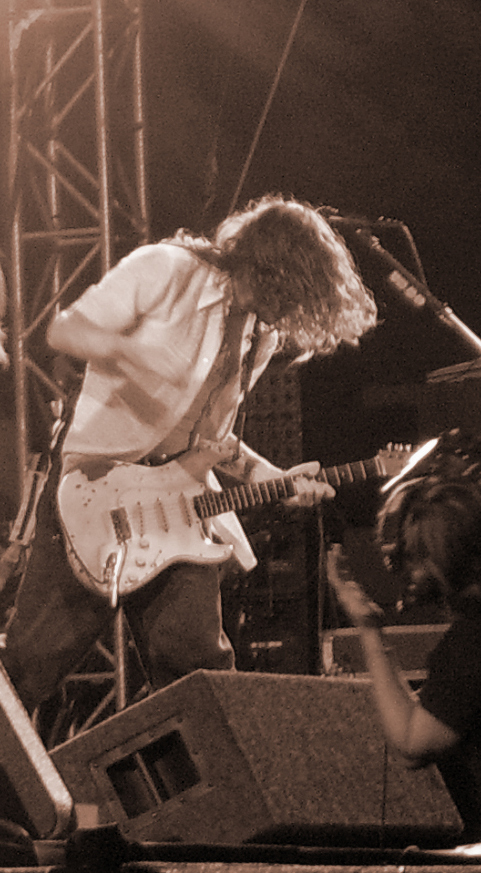
2006年、レディング・フェスティバルにて

ニューヨークのクイーンズ生まれ。12歳の頃にカリフォルニア州へ引っ越している。両親は共にミュージシャンであった。母のゲイルは、レッド・ホット・チリ・ペッパーズの曲「アンダー・ザ・ブリッジ」で歌声を披露している。
8歳の時に両親が離婚し、ジョンを引き連れた母は翌年に再婚した。継父とジョンの関係は良好でジョンにストラトキャスターや4トラックレコーダーを買い与えるなど、ジョンのプレイヤーとしての興味を深めるきっかけを与えた。
15歳の時に観たレッド・ホット・チリ・ペッパーズのライブに魅了され、ギターとベース・歌詞をすべて暗記するほどのめり込む。1988年12月、オリジナル・メンバーのギタリスト、ヒレル・スロヴァクが死去し、代役ギタリストも早々にバンドを去っていたレッド・ホット・チリ・ペッパーズに加入する。当時18歳のジョンにとって、これが実質的に初のバンド活動であった。加入後には『母乳』、『ブラッド・シュガー・セックス・マジック』、『ホワッツ・ヒッツ!?』（キャピトル時代のベストアルバム）の各作品に参加している。
1992年の来日公演中に脱退。一時期は半ば隠遁生活を送り、ヘロイン中毒とうつ病に苦しんだ。
1998年、病と薬物中毒を克服してレッド・ホット・チリ・ペッパーズに復帰。以後は、バンドサウンドの核として活躍。『カリフォルニケイション』、『バイ・ザ・ウェイ』、『グレイティスト・ヒッツ』、『ライブ・イン・ハイド・パーク』、『ステイディアム・アーケイディアム』で演奏している。
ローリング・ストーン誌の2007年2月号（7日発売）では、ジョン・メイヤー、デレク・トラックスと共に「現代の三大ギタリスト」 (The New Guitar Gods) に選出された。
2009年12月16日、自身のオフィシャルサイトで「自身の音楽を探求したい」との理由で、レッド・ホット・チリ・ペッパーズからの脱退を表明。最初の脱退時とは異なり、他のメンバーもジョンの意思を尊重しており、円満な脱退となった。
それからちょうど10年後の2019年12月16日、フリーとバンドの公式インスタグラムでレッド・ホット・チリ・ペッパーズへの二度目の復帰が発表された。

## 人物
フリーは「ジョンの音楽への意欲は尽きる事が無い」とベスト盤のメンバーズレビューで賞賛しており、同アルバムのレビューで、CDを買う金の無い小さい頃は、ラジオで流れる曲をテープで録音して聴いていた事も書かれている。薬物中毒から復帰した現在では「若い頃、髪型や服装、女の尻に気を使う暇があったらもっと違う創造的な事を注視するべきだった。悉く時間を無駄にしてたよ。」（クロスビート誌）などの発言も残している。数え切れないほどのCD、無数のLP盤を所持しており、来日した際には、レコード店のCDをダンボール箱一杯に買っていったほど。自宅にはレコーディング機器もあり、ソロ作品はその機器で録音された。バイセクシャルと解釈できる発言もいくつか残しているが、真意は定かではない。

### 他のアーティストとの交友
フリーやマーズ・ヴォルタ、フガジのメンバーなど、様々な友人ミュージシャンと音源を残さない急造バンドを作って活動することも多い。
レッド・ホット・チリ・ペッパーズのメンバー、フリーとは、特に仲が良い。レッド・ホット・チリ・ペッパーズの活動以外にも、即席バンドでの活動やソロアルバムでの客演など、双方の音楽活動において切っても切れない関係を構築している。薬物中毒期に何度もジョンの自宅を訪問し、バンドへの復帰をアンソニー・キーディスに打診したのも、フリーである。ちなみに、バンドへの加入当初は、アンソニーとほぼ毎日行動を共にし、毎日電話を掛け合うなど、とても仲が良かった。それが原因で、当時の彼女と別れている。
2002年以降は、バイシクル・シーフのジョシュ・クリングホッファーと共に音楽制作を行うことが多い。ジョシュも、2006年以降のレッド・ホット・チリ・ペッパーズのツアーにおいてサポート・メンバーとして同行しており、ジョンの二度目の脱退から復帰までレッド・ホット・チリ・ペッパーズの正規ギタリストとして活動した。
また、マーズ・ヴォルタやフガジを通じた人脈から、USインディーレーベル・アンダーグラウンドのアーティストと共に活動をすることもある。
その他、ビョークやウータン・クラン、レディオヘッドのトム・ヨーク、元ナイン・インチ・ネイルズのチャーリー・クロウザーなど、交友のあるアーティストは数多い。
ジョンの脱退後にレッド・ホット・チリ・ペッパーズに加入したデイヴ・ナヴァロとは薬物更生施設で会ったことがあり、その際ナヴァロにギター（レスポール）を貸りたまま黙っていなくなってしまった（当時ナヴァロはガンズ・アンド・ローゼズへの加入を打診されていたためサンバーストのレスポールを手に入れていた）。10年ほど経ってジョンはナヴァロに連絡を取り、ナヴァロの自宅を訪れて黒いレスポールを贈り返したという。

## 使用機材
- フェンダー・ストラトキャスター
  - 2011年現在のメインは、62年製のもの。
  - ストラトキャスターを数多く所持しており、1番のお気に入りは62年製のスリートーンサンバースト、2番目は55年製のツートーンサンバースト、3番目は61年製のフェスタレッド、とのこと。
- フェンダー・カスタム・テレキャスター（後に67年製のカスタム・テレキャスターをジョシュ・クリングホッファーに譲った）
- フェンダー・ジャガー（ジョンが最も長く所持しているギター）
- グレッチ・ホワイトファルコン
- ギブソン・レスポール・カスタム
- ヤマハ・SG2000（2010年よりソロワークにおけるメインギターとなる[2]）
- ヤマハ・SG1500[2]
- マーティン・Martin & CO. 0-15

## ディスコグラフィ
- Niandra Lades and Usually Just a T-Shirt（1994年3月8日）
- 『スマイル・フロム・ザ・ストリーツ・ユー・ホールド』 - Smile From The Streets You Hold（1997年8月26日）
- Estrus (EP) (1997年)
- 『トゥ・レコード・オンリー・ウォーター・フォー・テン・デイズ』 - To Record Only Water for Ten Days（2001年2月13日）
- From the Sounds Inside（2001年）
- 『シャドウズ・コライド・ウィズ・ピープル』 - Shadows Collide With People（2004年2月24日）
- 『ザ・ウィル・トゥ・デス』 - The Will To Death（2004年6月22日）
- 『オートマティック・ライティング』 - Automatic Writing（2004年8月10日）
- 『DC EP』 - DC EP（2004年9月14日）
- 『インサイド・オブ・エンプティネス』 - Inside of Emptiness（2004年10月26日）
- 『ア・スフィアー・イン・ ザ・ハート・オブ・サイレンス』 - A Sphere in The Heart of Silence（2004年11月23日）
- 『カーテンズ』 - Curtains（2005年2月1日）
- 『ザ・エンピリアン』 - The Empyrean（2009年1月14日(日本先行発売)、20日）
- 『レター･レファー』 - Letur-Lefr（2012年7月4日(日本先行発売)、17日）
- 『ピー･ビー･エックス･ファニキュラー･インタグリオ･ゾーン』 - PBX Funicular Intaglio Zone（2012年9月12日(日本先行発売)、25日）
- Enclosure（2014年4月8日）[3]
- Maya（2020年10月23日）
- I and II（2023年2月3日）

### Trickfinger 名義
- Trickfinger（2015年4月7日）
- Trickfinger II（2017年9月8日）
- Look Down, See Us（2020年3月29日）
- She Smiles Because She Presses the Button（2020年6月5日）

### 参加作品
- 「Shaky Ground」Fishbone
- 「Anytime At All」Banyan
- 「Rev」Perry　Farrell
- 「De-Loused in the Comatorium」The Mars Volta
- 「Frances The Mute」The Mars Volta
- 「Amputechture」The Mars Volta
- 「The ID」メイシー・グレイ
- 「プロウバック」トリッキー
- 「ブラウンバニー」ブラウンバニーサウンドトラック
- 「8 DIAGRAMS」ウータン・クラン